# بوجبرائیل
بوجبرائیل، روستایی در دهستان مقام بخش شیبکوه شهرستان بندر لنگه در استان هرمزگان ایران است.

## جمعیت
بر پایه سرشماری عمومی نفوس و مسکن در سال ۱۳۹۵، جمعیت این روستا برابر با ۳۰۶ نفر (۷۸ خانوار) بوده است.